# Vlag van Oman

Vlag van Oman (ratio 1:2)

Oorlogsvlag ter zee van Oman

De vlag van Oman bestaat uit drie horizontale banden (wit, rood en groen) met aan de hijszijde een verticale rode band die het embleem van het land bevat. De huidige vlag is in gebruik sinds 1995.

## Symboliek
De kleuren hebben elk een eigen symbolische betekenis: 
- Wit staat voor het vertrouwen van de bevolking van Oman in vrede en vooruitgang;
- Groen voor vruchtbaarheid en het groen van Oman;
- Rood is overgenomen van de oude, geheel rode, Omanitische vlag en staat voor de strijd tegen buitenlandse legers.

Wit staat ook voor het oude imamaat in het binnenland en rood voor de hoofdstad Muscat (zie hierna).

## Geschiedenis
Tot 1970 gebruikte Oman het effen rode vaandel van de inheemse bevolking. In 1970 introduceerde de sultan een nieuwe nationale vlag en een reeks vaandels. De eenvoudige rode vlag van Muscat en Oman werd gewijzigd door toevoeging van de witte en groene banden aan de vlucht en het nationale embleem, het insigne van het Huis van Busaid, werd in het kanton geplaatst. Dit toont gekruiste zwaarden boven een khanjar, een traditionele gebogen dolk. Wit wordt van oudsher geassocieerd met de Imam, de religieuze leider van Oman, en soms de politieke rivaal van de heersende sultan. Het symboliseert ook vrede. Groen wordt traditioneel geassocieerd met de Djabal Achdar, of "Groene Bergen", die in het noorden van het land liggen. Rood is een veel voorkomende kleur in vlaggen van Golfstaten. Het nationale embleem stamt naar verluidt uit de 18e eeuw. Een gebogen dolk is bevestigd over een paar gekruiste zwaarden. Een sierlijke paardenbit verbindt de wapens en cultuur.
Tussen 1970 en 1995 was de middelste band van de driekleur smaller dan de andere twee, ongeveer een vijfde van de hoogte, de andere banden twee vijfde.

Vlag van het Sultanaat Muscat en Oman, 1856-1970
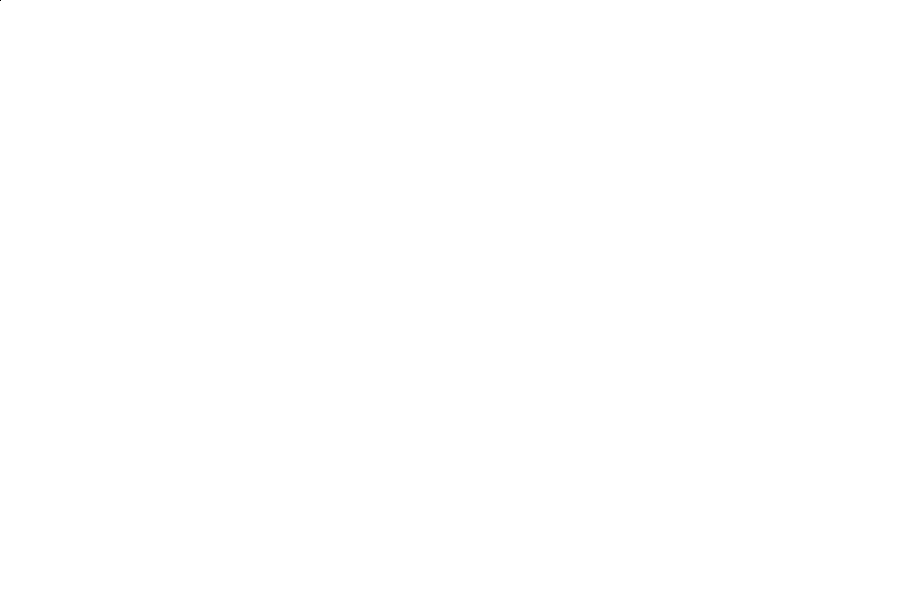
Imamaat van Muscat en Oman, 1868-1871 en in Oman tot 1970
Vlag van de Imamaat Oman, 1954-1959
Vlag van Oman, 1970-1995

## Overige vlaggen

Koninklijke standaard van Oman
Versie met 3:2 verhouding
Marinevlag van Oman
Koninklijke leger van Oman Vlag
Luchtmacht vlag van Oman